# Whiskah
Die Whiskah oder Whishkah waren ein Indianerstamm im Südwesten des heutigen US-Bundesstaats Washington. Kulturell gehörten sie zu den Küsten-Salish. 
Möglicherweise waren sie sprachlich mit den Lower Chehalis verwandt und standen in engen verwandtschaftlichen Beziehungen zu den Wynoochee.

## Geschichte
Die Whiskah waren nicht bei den Verträgen beteiligt, die das Territorium Washington seit 1854 mit zahlreichen Stämmen abschloss. 1874 gehörten sie, folgt man dem Bericht des zuständigen Agenten H. D. Gibson an den Commissioner of Indian Affairs vom 28. September, zu einer der beiden Indianeragenturen namens „Chehalis“ und „Shoal Water Bay“. Zu diesen Agenturen, die in den Zuständigkeitsbereich des Agenten fielen, gehörten die vertragslosen Stämme der Chehalis, Shoal Water Bay, Hokeum, „Humptalups“, Chinook, Cowlitz und „Klickatat“. Nach seinen Angaben handelte es sich laut einer früheren Zählung um 1.434 Menschen, doch hielt er diese Zahl für übertrieben. Da für Nichtvertragsreservate rechtlich keine Grundstücksvergabe vorgesehen war, behalf sich der Agent mit der vorläufigen Ausgabe von Parzellen, die angeblich auch Vererbung zuließ.
Die Shoalwater Bay Reservation war am 22. September 1866 eingerichtet worden und umfasste 340 Acre. Gibson plädierte für ihre Auflösung und die Umsiedlung der dortigen Gruppen in die Puyallup Reservation. Er war in dieser Region für die Reservate der Puyallup, Nisqually, Chehalis und Squaxin zuständig, für die der Tulalip, Port Madison, Swinomish, und Lummi war sein Kollege Chirouse zuständig.
Vielfach wurden diese Gruppen pauschal als „Grays Harbor Indians“ bezeichnet. Einer von ihnen namens Chinoise reiste in den 80er Jahren nach Oakville, um zu verdeutlichen, dass die Indianer, die den Umzug verweigerten, immer noch ein Reservat wünschten.
Wann sich der Stamm der Whiskah endgültig auflöste, ist offenbar nicht mehr feststellbar.